# Nørre Felding
Nørre Felding er en by i det nordlige Vestjylland med 731 indbyggere  (2024), beliggende ved primærrute 11 36 km nordvest for Herning, 44 km nordøst for Ringkøbing og 5 km syd for Holstebro. Byen hører til Holstebro Kommune og ligger i Region Midtjylland.
Nørre Felding hører til Nørre Felding Sogn. Nørre Felding Kirke ligger i Nørre Felding Kirkeby 1½ km øst for selve Nørre Felding.

## Flyvepladsen
Holstebro Flyveklub, der blev stiftet i 1944, etablerede i 1975 flyveplads sydvest for Nørre Felding. Kommunen stillede arealet til rådighed, fordi klubbens tidligere flyveplads, der lå i Holstebros nuværende bydel Ellebæk, blev inddraget til boligbyggeri. Ved en påsat brand i marts 2009 nedbrændte klubhuset og hangaren med alle klubbens fly, men klubben er genopbygget. Den har ca. 80 medlemmer og beskæftiger sig med både svævefly, ultralette fly og radiostyrede modelfly. Den kan tilbyde pilotuddannelse på alle tre områder.

## Lokalcenter
Holstebro Kommune har udpeget Nørre Felding til "lokalcenter" i kommunens sydlige del, hvilket bl.a. indebærer en målsætning om at bevare den offentlige og private service. Byen har dagligvarebutik, skole, daginstitutioner, idrætsfaciliteter og multihal.

## Landsbyordningen
Fra februar 2017 er skole, skolefritidshjem (SFH) og børnehave samlet i en landsbyordning under fælles ledelse. Nr. Felding Skole har 132 elever, fordelt på 0.-7. klassetrin i ét spor. Børnehuset Troldhøj er normeret til 60 børn. En juniorklub, normeret til 30 børn, er et tilbud til de ældste elever 2 aftener om ugen.
I de to skolefritidshjem, der er normeret til henholdsvis 60 og 50 børn, har man udviklet konceptet "forenings-SFH", der indebærer at byens foreninger er gået sammen om at udbyde fritidsaktiviteter og sport til børnene i 0.-4. klasse. I byen samles der ind til at udvide idrætscenteret og bl.a. bygge det sammen med børnehaven, så også børnene her får lettere adgang til idrætscenterets faciliteter.

## Historie

### Stationsbyen
Nørre Felding havde station på Ringkøbing-Ørnhøj-Holstebro Jernbane 1925-61. Den blev anlagt på bar mark 1½ km vest for kirken, der var omgivet af nogle få ejendomme, samt en ældre præstegård og et tilhørende missionshus. Målebordsbladet fra 1900-tallet viser et mejeri, et forsamlingshus og en smedje ved stationen, men kun få huse. Byudviklingen tog først fart i anden halvdel af 1900-tallet.
Stationsbygningen, der er tegnet af arkitekt Ulrik Plesner, er bevaret på Idrætsvej 9.

### Skolen
Den ældste del af Nr. Felding Skole stod færdig i 1952. Centralskolen afløste to små skoler, Skinbjerg i det østlige skoledistrikt og Harrestrup i det vestlige. Skolen er moderniseret og udvidet flere gange. I en periode var der sognegård i skolens underetage, men de lokaler har skolen også overtaget.